# Прежмер (Брашов)
Прежмер (рум. Prejmer) насеље је у Румунији у округу Брашов у општини Прежмер. Oпштина се налази на надморској висини од 523 m.

## Историја
Према државном шематизму православног клира Угарске 1846. године у месту "Прасмер" било је живело 243 породице. Православни пароси су били поп Никола Фратес старији и поп Георгије Томовић.

## Становништво
Према подацима из 2002. године у насељу је живело 8316 становника.

### Попис2002.
| Расподела становништва по националности 2002.‍ | Расподела становништва по националности 2002.‍ | Расподела становништва по националности 2002.‍ | Расподела становништва по националности 2002.‍ | Расподела становништва по националности 2002.‍ |
| --------------------------------------------- | --------------------------------------------- | --------------------------------------------- | --------------------------------------------- | --------------------------------------------- |
|                                               |                                               |                                               |                                               |                                               |
| Румуни                                        | Румуни                                        |                                               | 7.612                                         | 91,6%                                         |
| Мађари                                        | Мађари                                        |                                               | 216                                           | 2,6%                                          |
| Роми                                          | Роми                                          |                                               | 375                                           | 4,5%                                          |
| Немци                                         | Немци                                         |                                               | 110                                           | 1,3%                                          |

### Хронологија
| Година       | 1992 | 1993 | 1994 | 1995 | 1996 | 1997 | 1998 | 1999 | 2000 | 2001 | 2002 | 2003 | 2004 | 2005 | 2006 | 2007 | 2008 | 2009 | 2010 | 2011 | 2012 | 2013 | 2014 | 2015 | 2016 | 2017 |
| ------------ | ---- | ---- | ---- | ---- | ---- | ---- | ---- | ---- | ---- | ---- | ---- | ---- | ---- | ---- | ---- | ---- | ---- | ---- | ---- | ---- | ---- | ---- | ---- | ---- | ---- | ---- |
| Становништво | 7624 | 7755 | 7836 | 7851 | 7856 | 7822 | 7786 | 7944 | 8024 | 8098 | 8232 | 8334 | 8460 | 8629 | 8788 | 8939 | 9145 | 9268 | 9362 | 9411 | 9511 | 9578 | 9586 | 9579 | 9613 | 9641 |